# Dzień Suwerenności Narodowej
Dzień Suwerenności Narodowej (hiszp: Día de la Soberanía Nacional) – święto obchodzone w Argentynie w dniu 20 listopada na pamiątkę bitwy nad Vuelta de Obligado.

## Rys historyczny
Podczas bitwy nad Vuelta de Obligado mała armia Konfederacji Argentyńskiej stawiła czoło flocie brytyjsko-francuskiej. Chociaż siły brytyjsko-francuskie odniosły zwycięstwo militarne, to Konfederacja Argentyńska odniosła zwycięstwo polityczno-gospodarcze, gdyż pokazała, że jest w stanie stawić opór siłom brytyjsko-francuskim oraz zablokować dostęp do Parany brytyjskim i francuskim okrętom handlowym, zaś opór przeciwko wspólnemu wrogowi zjednoczył część podzielonych argentyńskich frakcji politycznych.

## Ustanowienie święta
Święto Dnia Suwerenności Narodowej zostało zaproponowane w 1974 roku podczas repatriacji generała Juan Manuel de Rosas. Propozycję wprowadzono w życie za kadencji prezydent Cristiny Fernández de Kirchner, dekretem z dnia 3 listopada 2010.
Chociaż bitwa nad Vuelta de Obligado miała miejsce 20 listopada, Dzień Suwerenności Narodowej jest świętem ruchomym. Na przykład w 2013 roku był obchodzony 25 listopada, w 2014 roku obchodzony był 24 listopada, zaś w 2015 roku obchodzony będzie 27 listopada.